# Chidori (duo comique)
Récompenses
Chidori (千鳥, chidori) est un duo comique japonais (owarai konbi) composé de Daigo et Nobu. Il fait partie de l'une des principales agences de divertissement au Japon, Yoshimoto Kogyo.
Le duo a été formé en 2000 dans la préfecture d'Okayama, dans laquelle les deux humoristes ont grandi.

## Membres
Daigo (Daigo Yamamoto) est né le 25 mars 1980 à Kasaoka (Okayama). Il occupe le rôle du boke et participe à la création des sketches.
Nobu (Nobuyuki Hayakawa) est né le 30 décembre 1979 à Ibara (Okayama). C'est le tsukkomi du duo et il participe également à l'écriture des sketches.

## Chronologie
Le duo se forme en juillet 2000. Il apparaît en 2006 dans la série télévisée Mitokômon.
En novembre 2011, le duo est nommé « Ambassadeur spécial du tourisme » de la préfecture d'Okayama par la fédération du tourisme de la préfecture.
En 2012, le duo participe à onze émissions à Osaka (télévision, radio) mais décide de quitter Osaka pour se rendre à Tokyo. Après avoir vécu un certain temps seuls, ils se sont ensuite installés avec leurs familles respectives.

## Dialecte
Les deux humoristes sont connus pour mélanger deux dialectes : celui du kansai-ben, très populaire dans le manzai et celui de leur région d'origine, le dialecte d'Okayama.

## Télévision

### Émissions en tant que présentateurs
- Iroha ni Chidori (いろはに千鳥?)[5] (Television Saitama) depuis le 10 janvier 2014 ;
- Nichiyou Chaplin (にちようチャップリン, nichiyô chapurin?)[6] (TV Tokyo) depuis le 9 avril 2017 ;
- Aiseki Shokudô (相席食堂?, littéralement « partager une table au restaurant »)[7] (Asahi Television Broadcasting) depuis le 8 avril 2018 ;
- TV Chidori (テレビ千鳥, terebi chidori?)[8] (TV Asahi) depuis avril 2019 ;
- Chidori no Kusesugo ! (千鳥のクセスゴ!?)[9] (Fuji Television) Depuis octobre 2020
- Kayô wa Zenryoku ! Hanadai-san to Chidori-kun (火曜は全力!華大さんと千鳥くん?)[10] (Kansai Telecasting Corporation) depuis le 6 avril 2021 ;
- Chidori Kamaitachi Hour (千鳥かまいたちアワー, chidori kamaitachi awâ?)[11] (Nippon Television) depuis le 2 octobre 2021 ;
- Chidori no Onirenchan (千鳥の鬼レンチャン?)[12] (Fuji Television) depuis mai 2022.

## Récompenses
- 2018 : GQ Men of the Year, Comédiens de l'année[13] (GQ Japan)